# 筒轴茅属
筒轴茅属（学名：Rottboellia）是禾本科下的一个属，为一年生或多年生、高大草本植物。该属共有约15种，分布于热带和亚热带地区。

## 下属物种
- Rottbellia cochinchinensis
- 筒轴茅 Rottboellia exaltata
- 光穗筒轴茅 Rottboellia laevispica